# Базалуцо
Базалу̀цо (на италиански: Basaluzzo; на пиемонтски: Basaruss, Базарус) е село и община в Северна Италия, провинция Алесандрия, регион Пиемонт. Разположено е на 149 m надморска височина. Населението на общината е 15 777 души (към 2011 г.).